# Teofilakt Lakapen
Teofilakt Lakapen (grčki Θεοφύλακτος Λακαπηνός, Theophylaktos Lakapenos; 917. – 27. veljače 956.) bio je grčki plemić i eunuh te patrijarh Carigrada (933. – 956.). Njegovi roditelji su bili admiral Roman Lakapen i njegova supruga Teodora, a sestra mu je bila bizantska carica Helena Lekapene. Roman je poslije postao car (kao suvladar cara Konstantina VII.). 
Roman je htio Teofilakta učiniti patrijarhom odmah poslije smrti patrijarha Nikole Mistika, ali Teofilakt je tada bio premlad da bi postao novi patrijarh. Teofilakta nije previše zanimala religija, ali je dao savjet caru Petru I. Bugarskom glede bogumilstva. Teofilakt je posjedovao mnogo konja, ali je umro nakon što je pao s jednog.
| prethodnik Trifon Carigradski | Patrijarh Konstantinopola | nasljednik Polieukt Carigradski |